# François Cuzin
François Cuzin (15 de novembro de 1938) é um professor da Universidade de Nice, Sophia-Antipolis. Em 1988 ele ganhou o Prêmio Richard Lounsbery por suas contribuições originais na elucidação dos mecanismos envolvidos na transformação de células malignas, em particular, a demonstração da contribuição necessária de dois oncogenes.